# Pseudanthias taira
Pseudanthias taira és una espècie de peix de la família dels serrànids i de l'ordre dels perciformes.

## Morfologia
- Els mascles poden assolir 10 cm de longitud total.[3][4]

## Hàbitat
És un peix marí de clima subtropical i associat als esculls de corall.

## Distribució geogràfica
Es troba al Japó.